# Institut géographique national (Espagne)
Pour les articles homonymes, voir Institut géographique national et IGN.
L'Institut géographique national (en espagnol Instituto Geográfico Nacional, en abrégé IGN) est une agence publique de l'Espagne dépendant du Ministère des Travaux publics et chargée de l'information géographique sur l'ensemble du territoire national avec le Centre national de l'information géographique.
Ses domaines de compétence concernent l'observation et la recherche astronomique, l'observation et la maintenance du réseau géodésique national, la création et la mise à jour cartographique nationale, la création et la maintenance de la SDI nationale, la recherche dans le domaine des télédétections, de la géophysique et de la gravimétrie ainsi que l'observation et la recherche sismique et volcanologique.

## Référence
- (en) Cet article est partiellement ou en totalité issu de l’article de Wikipédia en anglais intitulé « Instituto Geográfico Nacional (Spain) » (voir la liste des auteurs).